# Jay Frog
Jay Frog, vlastním jménem Jürgen Frosch (* 7. května 1976 Ludwigshafen), je německý DJ, producent a bývalý člen skupiny Scooter.  Vystupoval pod různými přezdívkami a „Pushin“, který se stal hitem tanečních žebříčků, vydal pod svým vlastním jménem.
V dětství se začal učit hrát na flétnu a xylofon. Později vystřídal ještě bubny a elektrickou kytaru a krátce zkoušel hrát heavy metal. Ale nakonec se rozhodl pro trance, dance a techno. Na počátku kariéry se setkal s producentem Chrisem Hülsbeckem a stal se jeho studiovým partnerem. Začal remixovat pro Kosmonova, Ayla, Sash!, Yello, Sweetbox, La Bouche, Douga Laurenta a další. Zakrátko spolupracoval s Talla 2XLC, Miss Thunderpussy a velice uznávanými labely jako Tracid Traxxx a Blutonium. Pokračoval také v remixovaní a pod jeho vedením vzniklo Ratty – Living on Video.
S DJingem začal v taneční škole, ale jeho hudební styl zde nebyl přijat dobře. Začal hrát se Scot Project a vystupovat na akcích jako Love Parade. Také se začal stávat oblíbeným na německé klubové scéně. Hrál všude po světě, včetně Tchaj-wanu, Japonska, Afriky, Ruska, Dubaje, USA, Ibizy, Rakouska, Polska a spoustě dalších Evropských zemích. V roce 2002 se stal členem skupiny Scooter. První singl, který se Scooter vydal byla Nessaja a první album The Stadium Techno Experience. Na přelomu let 2004 a 2005 si vybrala jedna z nových Londýnských akcí jeho trancové mixy na své propagační CD. V roce 2006 opouští Scooter a vydává se na sólovou dráhu. Poslední album na kterém se Scooter spolupracoval bylo Who's Got the Last Laugh Now? a singl Apache Rocks The Bottom.
Na podzim 2007 vydává svůj druhý singl pod jménem Jay Frog Hungry Animal, Jay k singlu natočil i video. Začátkem roku 2008 rozjel společně s Gordonem Hollengou projekt Master and Servant. 22. února vydali první singl se stejnojmenným názvem.